# Interkosmos 19
Interkosmos 19 (Indeks COSPAR 1979-020) – kolejny sztuczny satelita Ziemi wprowadzony na orbitę okołoziemską w ramach programu Interkosmos.

## Misja
W dniu 27 lutego 1979 roku wystartował z Ziemi satelita Interkosmos 19. Został wprowadzony na orbitę o początkowych parametrach: perygeum – 502 km, apogeum – 996 km. Satelita obiegał Ziemię w czasie 99,8 minut, natomiast nachylenie płaszczyzny orbity wynosiło 74 stopnie. W eksperyment zaangażowane były kraje: ZSRR, Czechosłowacja, Węgry i Polska. Na pokładzie satelity znalazły się dwa polskie urządzenia: radiospektrometr IRS-1 i blok generatorów kanałowych. Aparatura została opracowana przez naukowców z Centrum Badań Kosmicznych PAN, a zbudowana przez techników z Instytutu Lotnictwa.